# Трансатлантичний переліт Олкока і Брауна

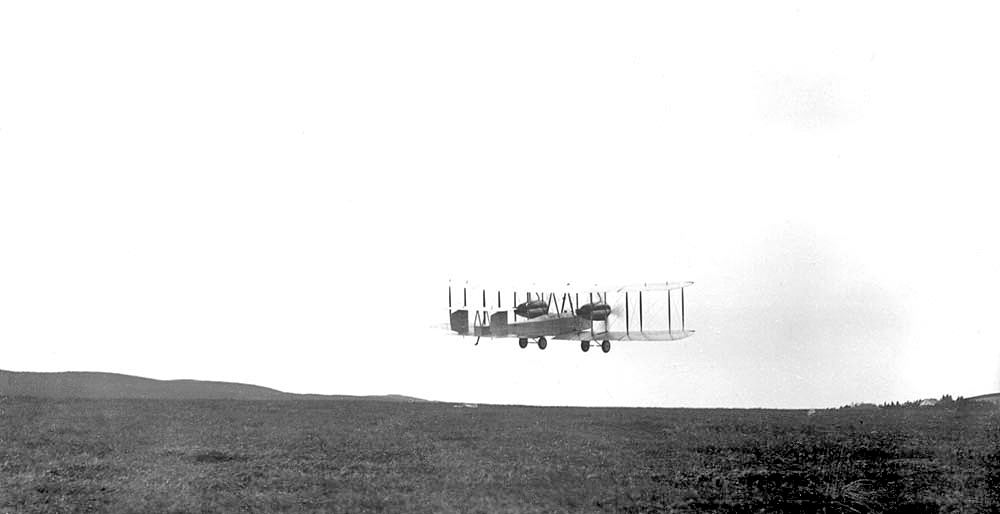
Старт із Сент-Джонса 14 червня 1919 року

Трансатлантичний переліт Олкока і Брауна 14—15 червня 1919 року — перший безпосадковий трансатлантичний переліт із Сент-Джонса (Ньюфаундленд) до Кліфдена (Ірландія), який здійснили на переробленому бомбардувальнику Vickers Vimy за 16 годин 28 хвилин британські льотчики Джон Олкок і Артур Браун. Пройдено відстань 3040 км із середньою швидкістю 190 км/год.

## Передісторія
1 квітня 1913 року газета Daily Mail призначила нагороду 10 000 фунтів стерлінгів тому, хто перший перетне Атлантичний океан на літаку не більше ніж за 72 години. Оголошення сповіщало:
Ми пропонуємо 10 000 фунтів тому, хто перетне Атлантичний океан з будь-якого пункту в Америці до будь-якого пункту в Великій Британії та Ірландії. Зрозуміло, цей політ над Атлантикою можна здійснити в будь-якому напрямку. Премія може бути присуджена льотчику будь-якої національності. Машина, на якій він полетить, може бути як англійською, так і будь-якого іноземного виробництва.
З початку Першої світової війни в 1914 році приз скасували, але 1918 року редакція знову повернулася до колишньої ідеї. Олкок і Браун, як досвідчені пілоти, з досвідом бойових дій (обидва побували в полоні, відповідно, у Туреччині та Німеччині), запропонували свої послуги фірмі Vickers. Їхня пропозиція збіглася з необхідністю підтримати національний престиж Великої Британії: 8 травня 1919 року уряд США підготував чотири гідролітаки Curtiss NC для перельоту за маршрутом Нью-Йорк — Ньюфаундленд — Азорські острови — Португалія — Англія. З чотирьох літаків лише один — NC-4 — дійшов до кінця дистанції, екіпажу знадобилося на це 23 дні (польотний час 57 годин 16 хвилин), тому США не могли претендувати на приз Daily Mail. Переліт був дуже дорогим, оскільки безпеку забезпечували 50 суден американського флоту, розміщених уздовж траси перельоту як для відстеження погоди, так і для порятунку авіаторів на випадок аварії.
У підготовці британського трансатлантичного перельоту брали участь кілька англійських фірм, які готували свої літаки: Vickers, Handley Page, Martinsyde та Sopwith. Вирішено здійснити переліт з заходу на схід, оскільки над Північною Атлантикою вітри дмуть саме в цьому напрямку, а для можливостей техніки 1910-х років дистанція була граничною. 18 травня стартували команди Sopwith і Martinsyde. Другий літак упав на старті, те саме сталося через два місяці з командою Handley Page. Команда за 4 години після вильоту потрапила в атмосферний фронт, а далі двигун став перегріватися. Довелося здійснювати екстрене приводнення поруч з данським пароплавом, який і підібрав авіаторів за 850 миль від узбережжя Ірландії. Пілотів Гоукера і Маккензі-Ґріва за мужність нагороджено половинною сумою призу — 5000 фунтів.

## Політ
Олкок і Браун довго не могли знайти відповідного майданчика для зльоту, побачивши крах двох перевантажених літаків на старті. Далі багато часу зайняло очікування стабільно сприятливої погоди, причому 10 і 11 червня дув шквалистий вітер. До того часу британська преса вже рясніла звинуваченнями на адресу «нерішучих» авіаторів. Поліпшення погоди намітилося 13 червня, однак під час заправки літаків не витримав ваги амортизатор шасі, після чого довелося злити весь бензин і відремонтувати шасі. Ремонт і заправка тривали всю ніч.
На світанку 14 червня в сильний західний вітер пілоти стартували, причому літак пробіг понад 300 метрів, перш ніж відірвався від злітної смуги. Машина перевантажена навіть на максимальних обертах двигунів не могла піднятися вище 400 м, в цих умовах екіпаж потрапив у суцільну хмарність. В тумані зламався вітряк електрогенератора, внаслідок чого льотчики залишилися без радіозв'язку та підігріву льотних костюмів. Сліпий політ тривав 7 годин, через неякісне паливо прогоріла вихлопна труба правого двигуна, а потім вихлоп розігрів до червоного дротяну розтяжку крила, але вона витримала до кінця перельоту.
До 19:30 у міру витрачання палива стало можливо набирати висоту, з хмарності вийшли на 1800 м. За зірками вдалося визначити, що пройдено 1400 км — близько половини шляху до Ірландії. Середня швидкість виявилася вищою від розрахункової — 160 км/год. Прийнято рішення знизитися до 1200 м — кромки хмарності.
О третій годині ночі літак потрапив у грозовий фронт, Олкок втратив орієнтацію і звалився в штопор, вирвавшись із хмарності на висоті 150 м над штормовим океаном. Попри максимальні оберти двигунів, літак іноді опинявся на висоті не більше 15 м, пілотам здавалося, що вони можуть доторкнутися до хвиль. Через дощ зі снігом почалося стрімке обмерзання літака, а сніг став забивати карбюратори двигунів, правий мотор зупинився. Браун, ризикуючи життям, пробрався по обмерзлому крилу до двигуна і запустив його. Після зупинки лівого двигуна, Брауну довелося п'ять разів повторювати цю операцію.

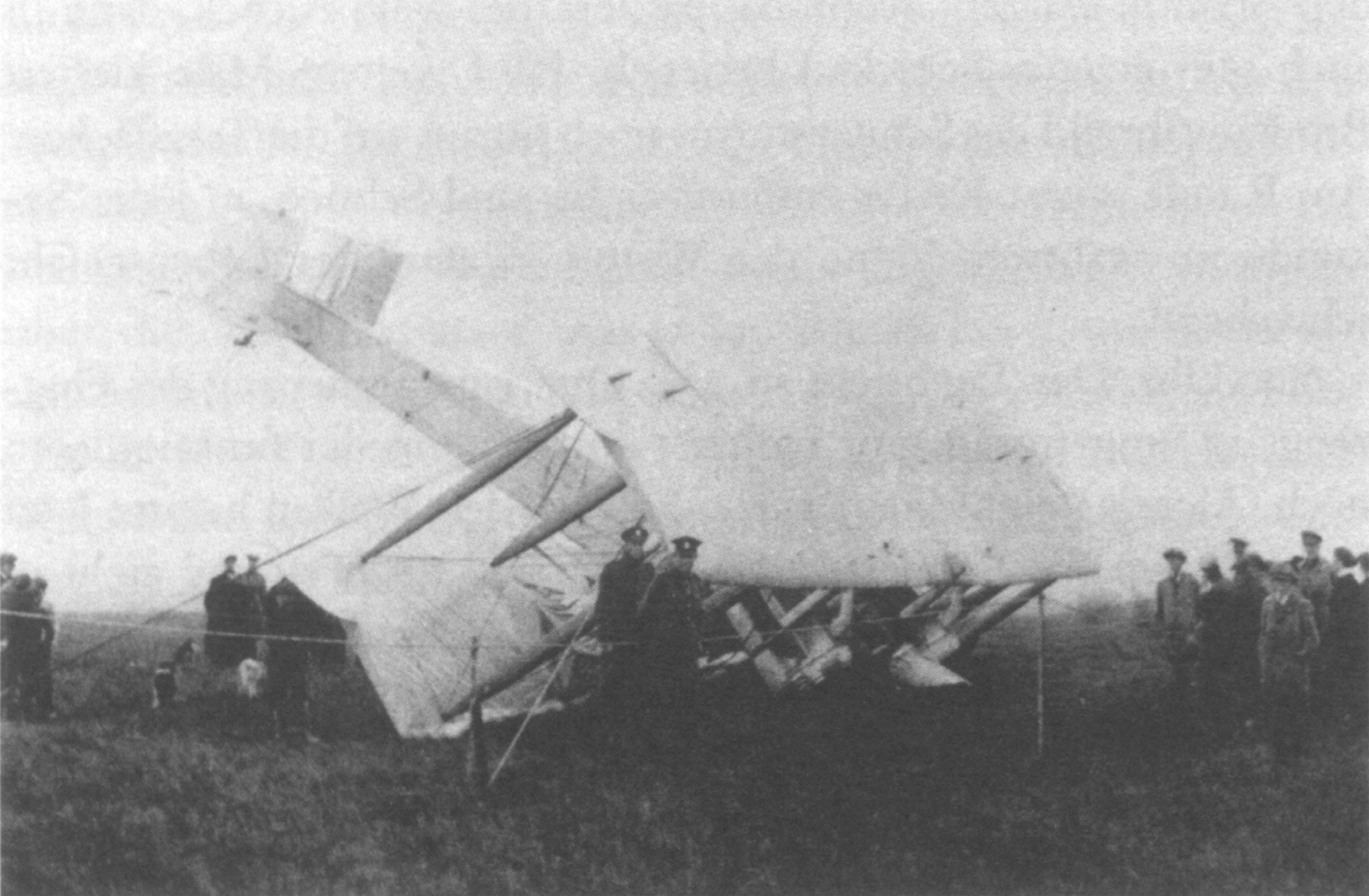
Олкок і Браун поруч зі скапотувалим літаком. 15 червня 1919 року

Вранці 15 червня вийшли з хмар і через 40 хвилин побачили ірландське узбережжя. Олкок зорієнтувався за щоглою радіостанції Кліфдена і вирішив спробувати сісти. Поруч було зелене поле, яке виявилося болотом, і місцеві жителі намагалися жестами показати, що воно непридатне для посадки. Льотчики вирішили, що їх вітають. Після торкання шасі загрузло в ґрунті й літак скапотував, втім, не зазнавши серйозних ушкоджень. Пілоти також не постраждали. Виявилося, що в баках залишалося ще 1200 л палива, що дозволило б долетіти до Англії.

## Після перельоту
Олкок і Браун стали національними героями. Крім призу 10000 фунтів, вони отримали 2000 гіней від тютюнової компанії і приз 1000 фунтів як перші британські піддані, що перелетіли через океан. Обох зведено в лицарі. 18 грудня 1919 року Олкок розбився поблизу Руана під час обльоту гідролітака Vickers Viking для Паризького авіасалону. Браун помер 4 жовтня 1948 року.
На місці старту і посадки Олкока і Брауна встановлено пам'ятники. 1954 року їх парну статую встановлено в аеропорту Хітроу, також пам'ятник встановлено в Манчестері — на батьківщині Олкока. Літак зберігся і був встановлений у Музеї науки в Південному Кенсінгтоні. 1969 року випущено марку на честь 50-річчя перельоту.
1994 року побудовано копію літака Vickers Vimy, на якій відомий рекордсмен Стів Фоссет 2—3 липня 2005 року повторив досягнення Олкока і Брауна. Однак Фоссет і другий пілот Марк Реболц здійснили посадку на полі для гольфу в Коннемарі.